# Ministero della sicurezza popolare

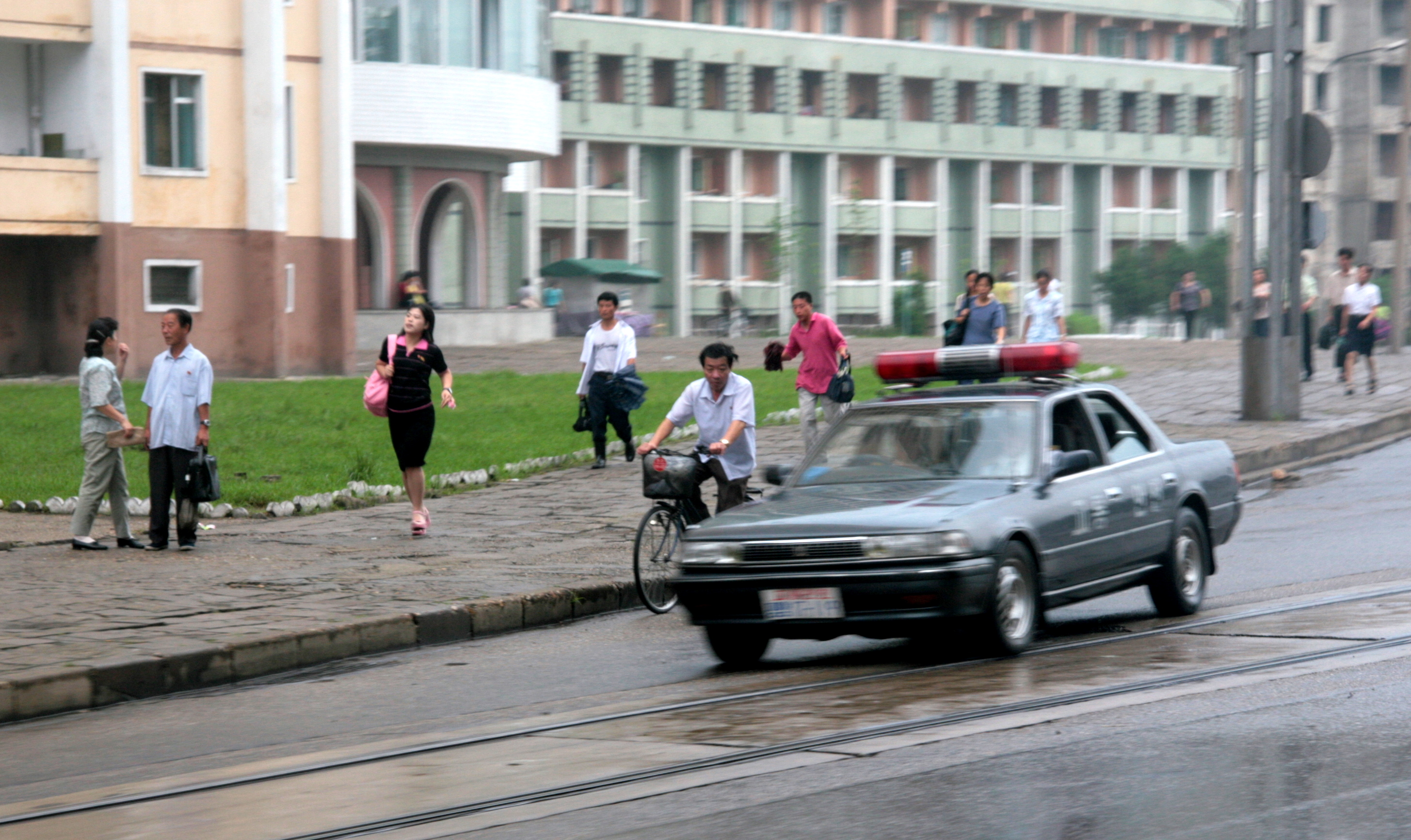
un'auto di polizia nordcoreana nel 2007

Il Ministero della sicurezza popolare è l'agenzia di forza dell'ordine della Corea del Nord.
Diversamente dalla maggior parte dei ministeri della Corea del Nord, che operano sotto il gabinetto, il Ministero della sicurezza popolare è direttamente subordinato alla Commissione per gli Affari di Stato.
L'attuale ministro della sicurezza popolare è Choe Pu-il.
A parte i compiti di polizia, i suoi servizi includono la gestione del sistema carcerario della Corea del Nord, la gestione del sistema di distribuzione pubblica e la concessione di guardie del corpo a importanti funzionari governativi. Il ministero della sicurezza popolare ottiene informazioni da informatori locali sociali riguardo fatti illegali. Se il caso è considerato di natura politica, viene affidato al Dipartimento di sicurezza dello Stato per le investigazioni.